# Найпрекрасніші шахрайства у світі
«Найпрекрасніші шахрайства у світі» (фр. Les plus belles escroqueries du monde) — комедійний фільм-антологія 1964 року, що складається з п'яти сегментів, кожен з яких був створений різними сценаристами, режисерами та акторами.
Фільм складається з п'яти сегментів:
- Токіо: «П'ять благодійників» Фуміко Хіромічі Хорікава
- Амстердам: «Діамантова річка» Романа Полянського
- Неаполь: «Дорожня карта» Уго Грегоретті
- Париж: «Людина, яка продала Ейфелеву вежу» Клода Шаброля
- Марракеш: «Великий шахрай» Жана-Люка Годара

## «П'ять благодійників»
Молодий тренер зі штанги розмовляє з відносно літнім чоловіком, який колись був автором відомої пісні. Чоловік хвалиться, що заплатив цілий статок за свої платинові зубні протези та носить пачки готівки в сумці. Дівчина пропонує відвезти його додому.

### Знімальна група
- режисер: Хіроміті Хорікава
- музика: Кейтаро Міхо
- оператор: Асакадзу Накаї

### У ролях
- Міє Хама: гейша
- Кен Міцуда: композитор
- Яцуко Тан'амі: детектив

## «Діамантова річка»
Молоду жінку спокушає багатий дипломат, який залишає їй свою візитну картку і домовляється про зустріч. Вона йде до ювеліра і, скориставшись візиткою, просить завершити продаж ювелірних виробів у будинку свого нібито чоловіка. Ювелір приходить, коли дипломат приймає ванну, і його зустрічає молода жінка, яка пропонує йому чай…

### Знімальна група
- режисер: Роман Полянський
- сценарій: Жерар Брах
- музика: Кшиштоф Комеда
- оператор: Єжи Ліпман
- монтаж: Ерве де Люз

### У ролях
- Ніколь Карен: французька туристка
- Ян Тейлінгс дипломат
- Арнольд Гелдерман: ювелір

## «Дорожня карта»
Молоду повію вигнали з Неаполя, бо її спіймали на проституції. Вона повертається підпільно, щоб приєднатися до свого захисника. Він проганяє її, щоб вона не потрапила в халепу. На нещастя, вона натрапляє на свого молодого клієнта, який пропонує допомогти їй, перенаправивши частину благодійних пожертв. Юнакові, який вивчає право, спадає на думку ідея, що вирішить багато проблем: одруживши молоду дівчину зі старим з госпісу, вона стане неаполітанкою і зможе залишитися там.

### Знімальна група
- режисура та сценарій: Уго Грегоретті
- музика: П'єро Уміліані
- оператор: Тоніно Деллі Коллі

### У ролях
- Габріелла Джорджеллі повія
- Гвідо Джузепоне
- Беппе Манайуоло

## «Людина, яка продала Ейфелеву вежу»
Біля будинку багатого німця, який шаленіє від Ейфелевої вежі, ламається автомобіль. Водій авто розповідає німцю, що держава хоче продати її за ціною металобрухту, і запрошує його до Парижа, щоб взяти участь в аукціоні.

### Знімальна група
- режисер : Клод Шаброль
- сценарій : Клод Шаброль і Поль Гегауф
- музика: П'єр Янсен
- оператор: Жан Раб'є
- монтаж: Жак Гайяр

### У ролях
- Жан-П'єр Кассель: шахрай
- Френсіс Бланш: покупець
- Катрін Денев шахрайка
- Жан Луї Морі
- Саша Брике
- Філомена Тулуза
- Майкл Шаррель
- Марсель Гассук
- Домінік Зарді: працівник Ейфелевої вежі
- Генрі Аттал: працівник Ейфелевої вежі

## «Великий шахрай»
Американську журналістку зупиняють на ринку в Марракеші з фальшивими грошима. Її допитують, а потім відпускають, і вона вистежує чоловіка, який розповсюджує фальшиві банкноти.

### Знімальна група
- режисура і сценарій: Жан-Люк Годар
- музика: Мішель Легран
- оператор: Рауль Кутар
- монтаж: Агнес Гіллемо

### У ролях
- Джин Сіберг: Патриція Лікок
- Чарльз Деннер: фальшивомонетник
- Ласло Сабо: інспектор

## Прем'єра
«Найпрекрасніші шахрайства у світі» вийшли на екрани у Франції в серпні 1964 року, в Італії в 1964 році, в Японії 4 жовтня 1964 року та в Нідерландах 12 листопада 1965 року. У Сполучених Штатах фільм вийшов 12 вересня 1967 року завдяки Ellis Films and Continental Distributing.
Фільм був недоступний протягом багатьох десятиліть, поки його не відреставрували і випустили на домашньому відео у Франції 23 вересня 2016 року і в США 25 квітня 2017 року.
Фрагмент фільму «Діамантова ріка» («La rivière de diamants») Романа Поланскі був вилучений на його пряме прохання, і тому ця частина досі недоступна.

## Галерея

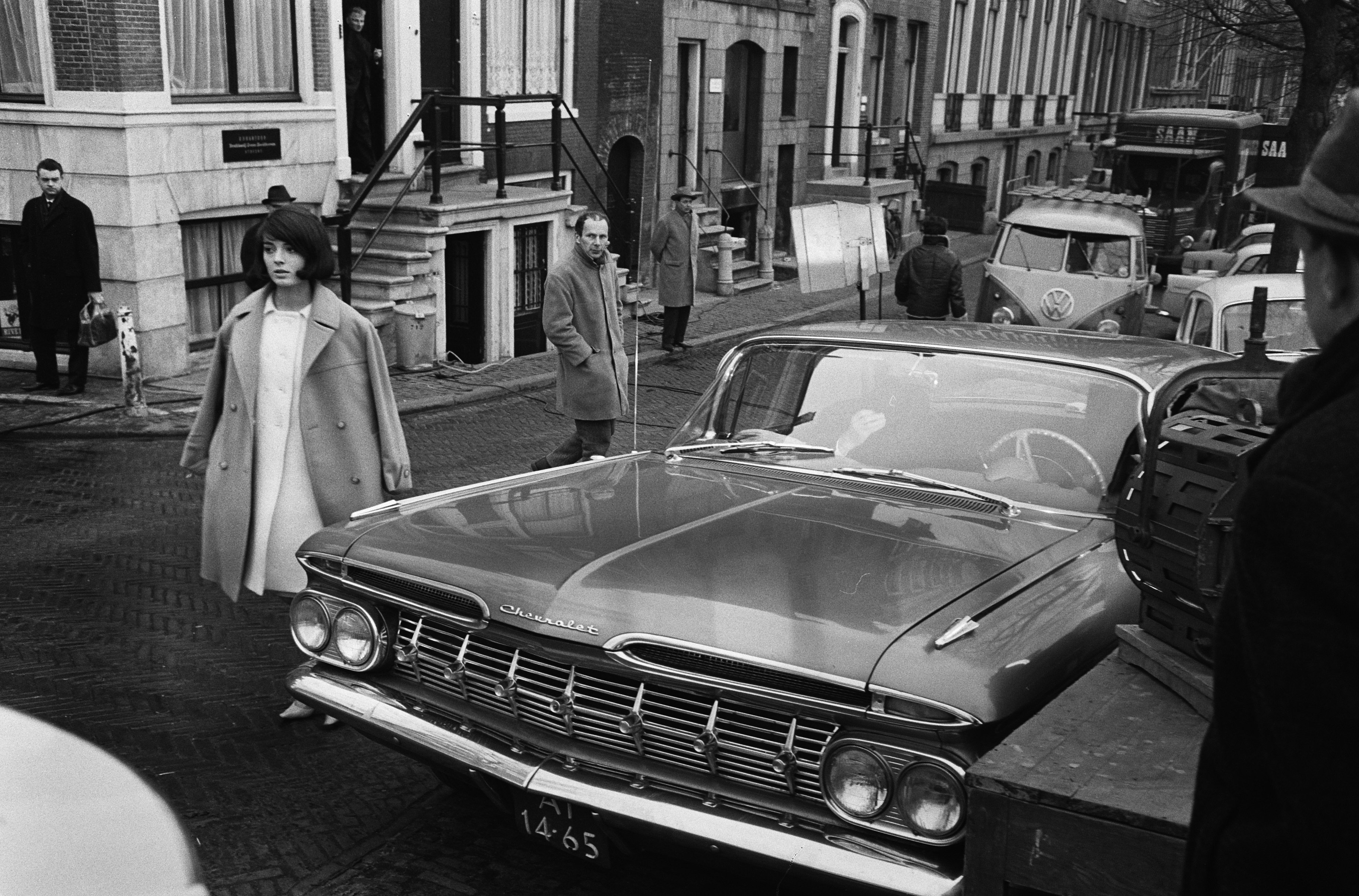
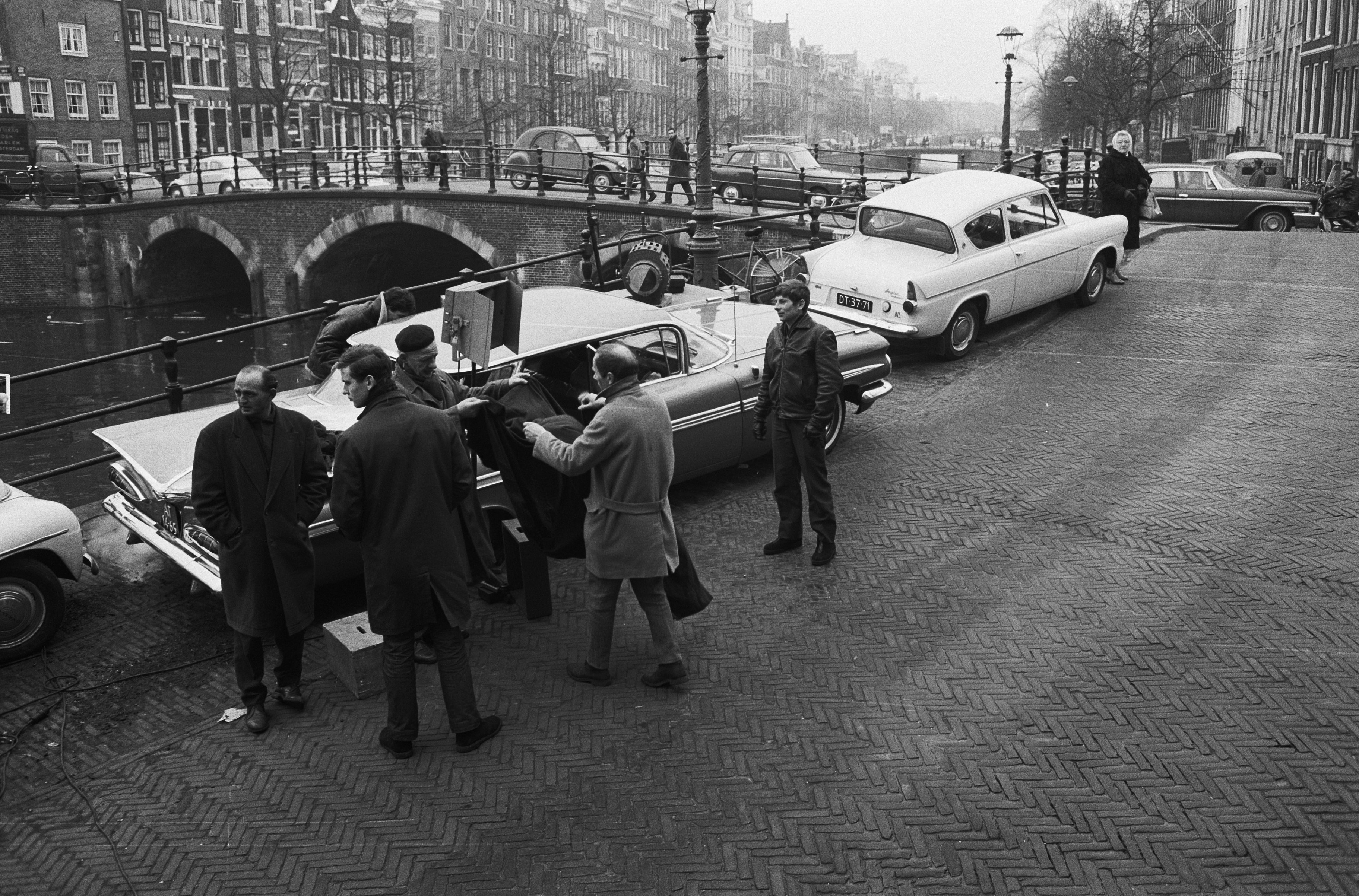
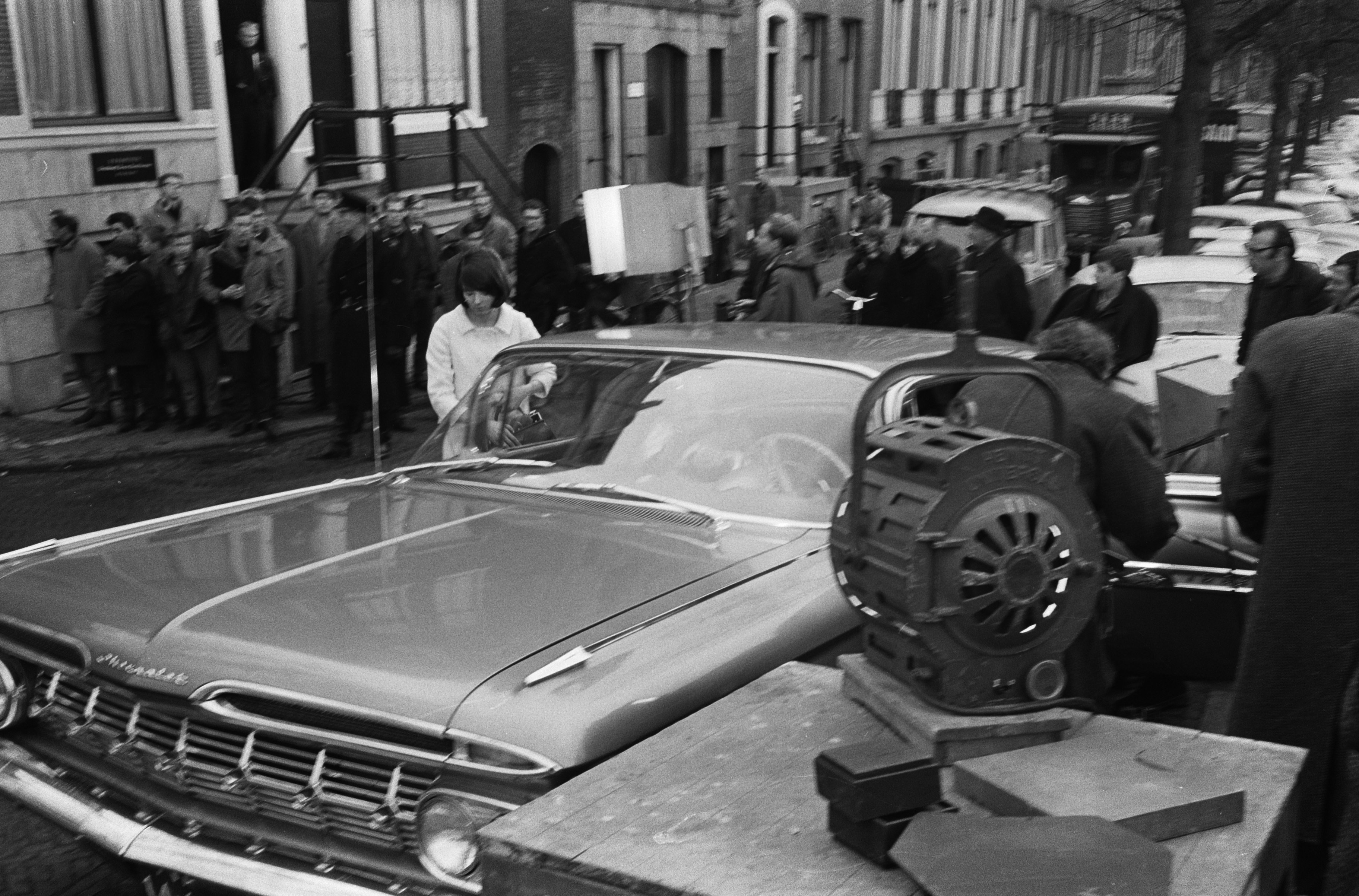
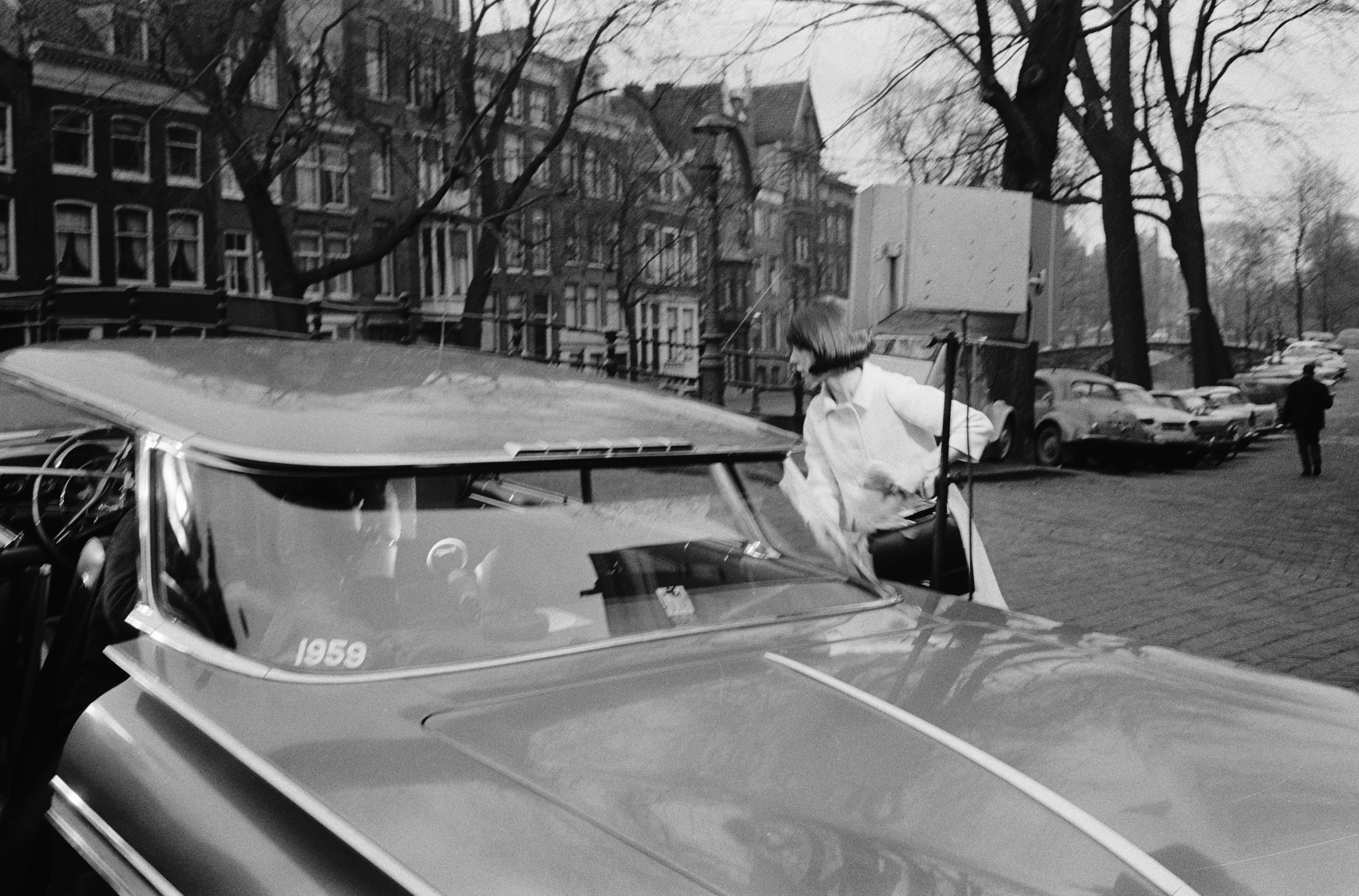
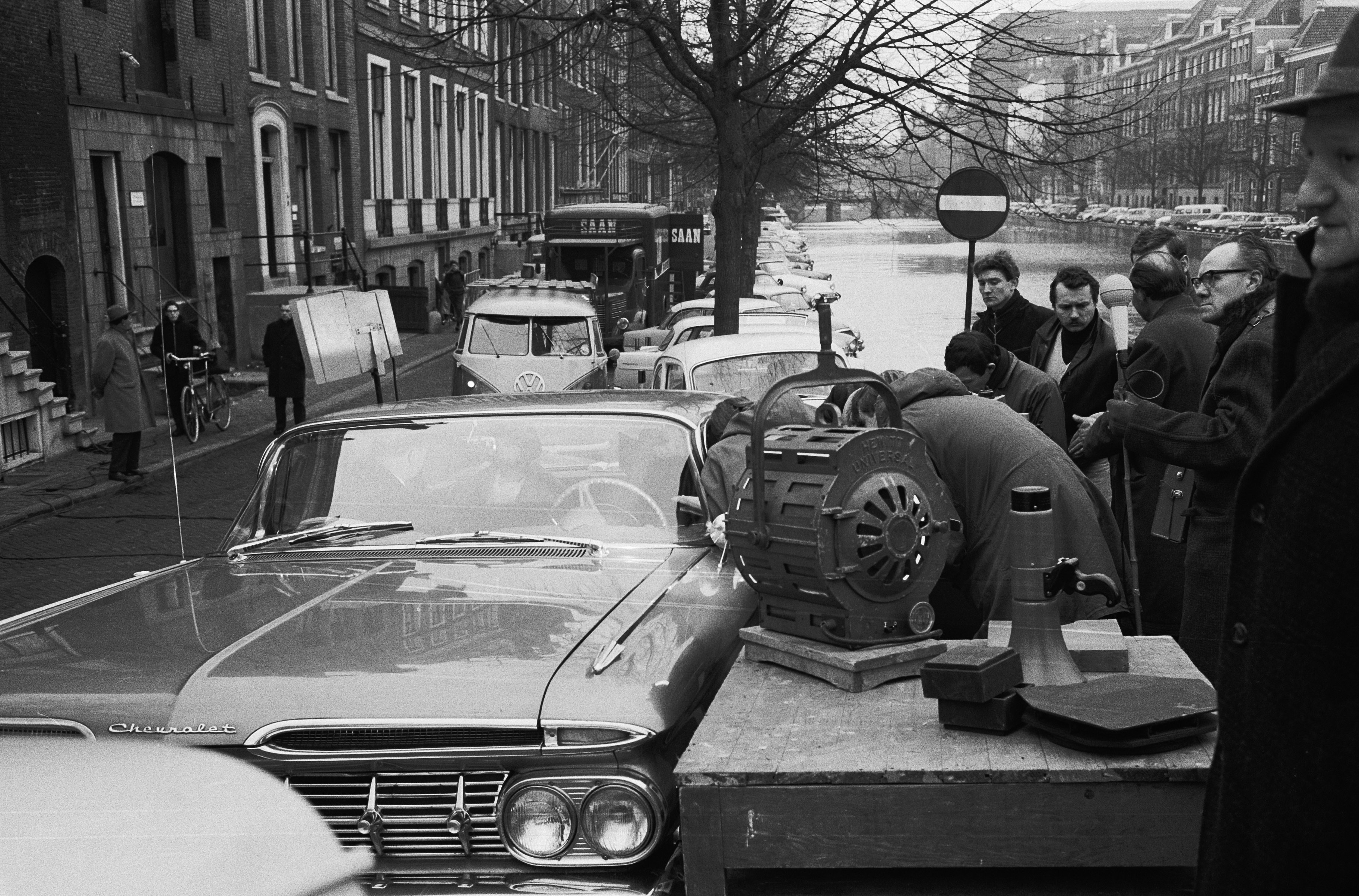

Фільмування в Амстердамі